# Actia takanoi
Actia takanoi är en tvåvingeart som beskrevs av Baranov 1935. Actia takanoi ingår i släktet Actia och familjen parasitflugor. Inga underarter finns listade i Catalogue of Life.